# جایزه بزرگ ایالات متحده ۲۰۲۴
جایزه بزرگ ایالات متحده ۲۰۲۴ (به طور رسمی با عنوان جایزه بزرگ فرمول ۱ پیرلی ایالات متحده ۲۰۲۴ شناخته می شود) یک مسابقه اتومبیلرانی فرمول یک است که قرار است در تاریخ ۲۰ اکتبر ۲۰۲۴ در پیست امریکاس در آستین، تگزاس، ایالات متحده برگزار شود. این مسابقه نوزدهمین دور از مسابقات فرمول یک فصل ۲۰۲۴ و چهارمین از شش جایزه بزرگ در فصل ۲۰۲۴ برای استفاده از فرمت اسپرینت خواهد بود.